# セプレハ (小惑星)
セプレハ (2198 Ceplecha) は小惑星帯に位置する小惑星である。セプレハに代表される、小規模な小惑星族があると考えられている。
1975年、ハーバード大学のアガシ観測所で発見された。

## 名称
隕石の研究で知られるチェコの天文学者、ズデネェック・セプレハ（Zdeněk Ceplecha、1929年 - 2009年）に因む。セプレハはプシーブラム隕石（1959年）を調査し、世界で初めて隕石の正確な軌道を割り出した。